# Ascorbate
Ascorbate sind von Ascorbinsäure (Vitamin C) abgeleitete Salze.
Beispiele für Ascorbate sind Natriumascorbat, Kaliumascorbat und Calciumascorbat. Sie werden verwendet, um Vitamin C zu verabreichen, wenn die saure Eigenschaft der Ascorbinsäure selbst weniger erwünscht ist.
In Lebewesen ist Ascorbinsäure beim physiologischen pH-Wert zu etwa 99,8 % ionisiert, so dass alle biologischen Prozesse, an denen Vitamin C beteiligt ist, über das Ascorbatanion erfolgen.
Einige Ascorbate wie z. B. Natriumascorbat (E 301) und Calciumascorbat (E 302) sind in der Europäischen Union als Lebensmittel- und Futtermittelzusatzstoffe zugelassen.